# Kesovce
Kesovce es un municipio del distrito de Rimavská Sobota en la región de Banská Bystrica, Eslovaquia, con una población estimada a final del año 2024 de 299 habitantes.
Se encuentra ubicado al este de la región, en la cuenca hidrográfica del río Sajó —un afluente derecho del río Tisza— y cerca de la frontera con la región de Košice y con Hungría.

## Demografía
| Año        | 1994 | 2004     | 2014     | 2024     |
| ---------- | ---- | -------- | -------- | -------- |
| Población  | 123  | 136      | 254      | 299      |
| Diferencia |      | +10,56 % | +86,76 % | +17,71 % |

| Año        | 2023 | 2024    |
| ---------- | ---- | ------- |
| Población  | 285  | 299     |
| Diferencia |      | +4,91 % |